# آوولان
آوولان (به فرانسوی: Avelin) یک کمون در فرانسه است که در canton of Pont-à-Marcq واقع شده‌است. آوولان ۱۳٫۷۶ کیلومتر مربع مساحت دارد ۴۷ متر بالاتر از سطح دریا واقع شده‌است.